# Novembre 1817

## Événements
- 5 novembre :
  - Traité de Gwalior[1]. Les États Rajputs signent des traités qui les mettent sous la tutelle anglaise (1817-1823).
  - Début de la troisième guerre Marathe en Inde. Extermination des Pindarî, groupe de pillards établis en Inde centrale, issus des armées Marathes (1817-1818). Le peshwâ profite de l’insécurité pour attaquer la résidence britannique de Poona (5 novembre), mais les Britanniques reprendront la ville et le peshwâ sera capturé en 1818[2]. Début des campagnes de lord Hastings contre les Marathes.

- 6 novembre : Milos Obrenović devient prince héréditaire en Serbie[3].
  - La Serbie obtient le statut de principauté autonome. Elle dispose d’une assemblée nationale et d’une armée. Les Ottomans sont représentés à Belgrade par un gouverneur et peuvent entretenir des garnisons dans le pays.

- 8 novembre : la Guyane est restituée à la France[4].

- 30 novembre : début de la première Guerre séminole (1817-1819)[5], pour protéger les colons contre les raids des Indiens séminoles dont les terres sont situés de part et d’autre de la frontière entre la Géorgie et la Floride.

## Naissances
- 12 novembre : Bahá’u’lláh chef de file du mouvement bábí (Proche-Orient et Monde arabe)(† 29 mai 1892).
- 17 novembre : Osmond Fisher (mort en 1914), géologue britannique.
- 22 novembre : François Bonvin, peintre et graveur français († 19 décembre 1887).
- 26 novembre : Charles Adolphe Wurtz (mort en 1884), chimiste français.
- 30 novembre : Theodor Mommsen historien allemand († 1er novembre 1903).

## Décès
- 7 novembre : Jean-André Deluc (né en 1727), naturaliste suisse.
- 8 novembre : Andrea Appiani, peintre italien (° 31 mai 1754).
- 9 novembre : Theodosia Blachford (née en 1744), philanthrope et figure importante du méthodisme irlandaise.